# Spoorlijn Frankfurt-Höchst - Königstein
De spoorlijn Frankfurt-Höchst - Königstein im Taunus ook wel Königsteiner Bahn genoemd is een Duitse spoorlijn als spoorlijn 9360 onder beheer van Hessische Landesbahn.

## Geschiedenis
Het traject werd door de Kleinbahn AG Höchst-Königstein op 24 februari 1902 geopend.

## Treindiensten

### Kleinbahn AG Höchst-Königstein

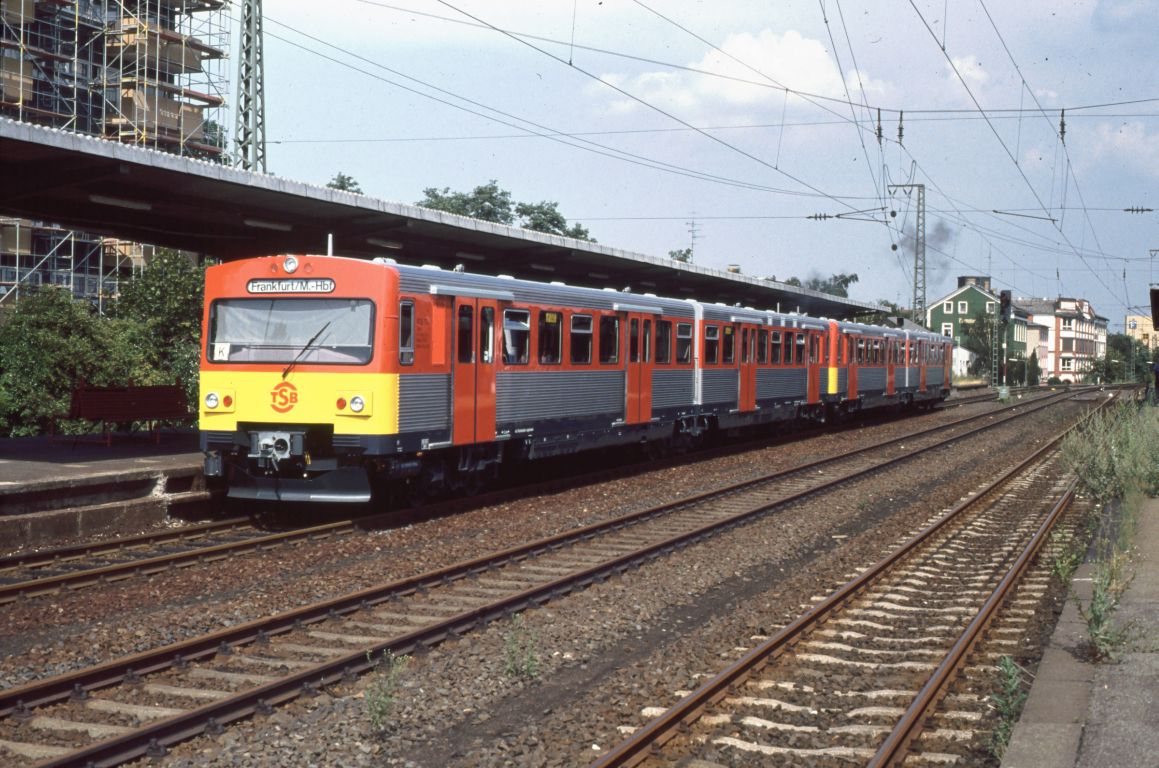
VT 2E treinstellen van de FKE in Frankfurt-Höchst (juli 1992))

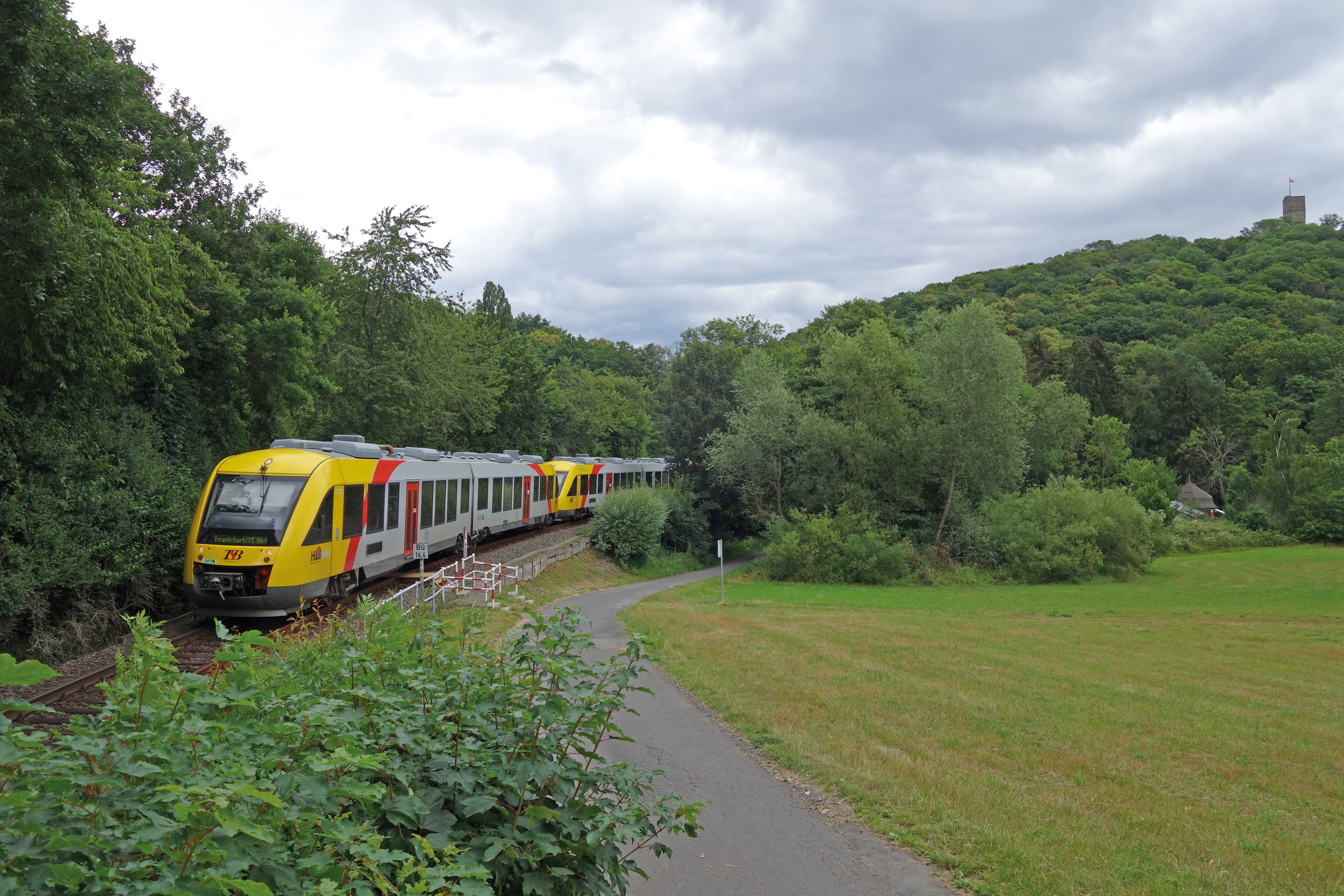
LINT 41 treinstellen onder Burcht Königstein

De Kleinbahn AG Höchst-Königstein werd in 1901 opgericht. De later in Frankfurt-Königsteiner Eisenbahn (FKE) veranderde onderneming werd in 2006 Hessische Landesbahn GmbH, een 100 % dochternderneming van het Bundesland Hessen.

### Frankfurt-Köningsteiner Eisenbahn
De Frankfurt-Köningsteiner Eisenbahn werd in 1901 opgericht als Kleinbahn AG Höchs-Köningstein is voor 100% aandeelhouder van de Hessische Landesbahn GmbH.
Het personenvervoer wordt sinds 2006 uitgevoerd door de Hessische Landesbahn op dit traject uit en gaat door over de Taunusbahn naar het Frankfurter Hauptbahnhof met treinstellen van het type VT 2E en van het type Lint.

## Aansluitingen
In de volgende plaatsen was of is er een aansluiting van de volgende spoorwegmaatschappijen:

### Frankfurt-Höchst
- Taunus-Eisenbahn spoorlijn tussen Frankfurt am Main Hauptbahnhof (vroeger Taunusbahnhof (Frankfurt)) en Wiesbaden Hauptbahnhof (vroeger Taunusbahnhof (Wiesbaden))
- Sodener Bahn spoorlijn tussen Bad Soden en Frankfurt-Höchst